# طالب الرفاعي (سياسي)
طالب الرفاعي (1949- ) رجل أعمال وسياسي أردني، شغل منصب الأمين العام لمنظمة السياحة العالمية التابعة للأمم المتحدة بين عامي 2010 و 2017، وهو أول أردني يشغل منصب أمين عام وكالة تابعة للأمم المتحدة.

## حياته
حصل على شهادة البكالوريوس ولاحقا على درجة الماجستير في الهندسة المعمارية من جامعة القاهرة عام 1973، بالإضافة لدرجة ماجستير أخرى في الهندسة والعمارة من معهد إلينوي للتكنولوجيا في شيكاغو، الولايات المتحدة عام 1979. وفي عام 1983 حصل على درجة الدكتوراه في التصميم الحضري والتخطيط الإقليمي من جامعة بنسلفانيا.
ومن عام 1973 إلى 1993 عمل أستاذ للهندسة المعمارية في الجامعة الأردنية في عمان. من 1993 إلى 1995 ترأس أول بعثة اقتصادية أردنية إلى واشنطن العاصمة لتعزيز التجارة والاستثمارات والعلاقات الاقتصادية بين الأردن والولايات المتحدة، بالإضافة لمشاركته في نشاط صنع السياسات وتطوير استراتيجيات الاستثمار بصفة مدير عام لمؤسسة تشجيع الاستثمار في الأردن من عام 1995-1997.
في السنوات الثلاث التي سبقت خدمته في مجلس الوزراء الأردني، تم تعيينه كرئيس تنفيذي لشركة الأسمنت الأردنية. وخلال فترة عمله وضع بنجاح أول خطة واسعة النطاق للخصخصة وإعادة الهيكلة في الأردن، حيث قام بإدخال شركة الأسمنت الفرنسية Lafarge عام 1998 واستمر في العمل كرئيس تنفيذي تحت إدارة Lafarge الجديدة.
من 1999 إلى 2003 شغل عدة مناصب وزارية في الحكومة الأردنية فعين وزيرًا للتخطيط والتعاون الدولي، ومسؤولاً عن أجندة التنمية في الأردن والعلاقات الثنائية والمتعددة الأطراف مع المانحين والوكالات. ثم عين وزيرًا للاعلام ومتحدثًا باسم الحكومة الأردنية، بالإضافة لكونه مسؤول عن الاتصالات والإعلام العام. وخلال فترة عمله شرع في إعادة هيكلة وسائل الإعلام العامة ووبالأخص شبكة التلفزيون الأردني.
في عام 2001 توسع نطاق عمله ليشمل وزارة السياحة والآثار، حيث أسس أول حديقة أثرية في الأردن في مدينة البتراء القديمة بالتعاون مع اليونسكو والبنك الدولي. كما أنجز عدة مشاريع كبيرة في جرش والبحر الميت ووادي رم. وكونه وزير للسياحة فقد كان أيضا رئيسًا لمجلس إدارة هيئة السياحة الأردنية، ورئيس مدرسة عمان للسياحة والضيافة وانتخب رئيس للمجلس التنفيذي لمنظمة السياحة العالمية.
قبل استلامه لمنصبه في منظمة السياحة العالمية، شغل الرفاعي منصب المدير العام المساعد لمنظمة العمل الدولية لمدة ثلاث سنوات متتالية. شملت مسؤولياته الإشراف العام على معايير العمل الدولية وتنفيذها، بالإضافة إلى تقديم المشورة حول أسواق العمل وسياسات التوظيف، خاصةً في منطقة الشرق الأوسط.

### منظمة السياحة العالمية
من فبراير 2006 حتى فبراير 2009 ، شغل طالب الرفاعي منصب نائب الأمين العام لمنظمة السياحة العالمية. وفي 1 مارس 2009 تولى منصب الأمين العام المؤقت. حصل الرفاعي على 20 صوتًا من أصل 31 ليتم اختياره كمرشح رسمي لتقديمه إلى الهيئة الحكومية الدولية الأعضاء البالغ عددها 155 بالكامل في 12 مايو 2009. حصل الدكتور الكوري أوه جي تشول ، من منظمة السياحة الكورية على 10 أصوات من أصل 11 صوتًا متبقيًا، وإعطي التصويت الفردي الأخير للسيد خالد مالك المنسق الباكستاني المقيم للأمم المتحدة في الصين. انسحب المرشح الرابع السيد عرب حب الله رئيس قسم الاستهلاك والإنتاج المستدامين في برنامج الأمم المتحدة للبيئة في لبنان. في أكتوبر 2009 انتخب الرفاعي بالإجماع من قبل الهيئة بأكملها ، وبدأ فترة ولايته التي تبلغ أربع سنوات في 1 يناير 2010.
في أغسطس 2013 انتخب الرفاعي من قبل الدورة العشرين للجمعية العامة لمنظمة السياحة العالمية لولاية ثانية مدتها أربع سنوات بدءًا من يناير 2014 وشغل هذا المنصب حتى عام 2017. في بيان النوايا والإدارة للفترة 2014-2017 أعرب الرفاعي عن شعوره بالامتنان والإنجاز بالنظر إلى فترة ولايته الأولى كأمين عام لمنظمة السياحة العالمية وحدد التركيز في ولايته الحالية على: مساهمات ومسؤوليات السفر والسياحة في مشهد عالمي سريع التغير، قيادة منظمة السياحة العالمية جدول أعمال السفر والسياحة، وتقييم عملية الإصلاح التي خضعت لها منظمة السياحة العالمية بين عامي 2009-2013.

## المناصب الحالية
- عضو المجلس الاستشاري - إير بي إن بي
- السفير - المجلس العالمي للسفر والسياحة (WTTC)
- عضو مجلس الأمناء - مؤسسة البحر المتوسط للسياحة (MTF)
- الراعي - هيئة السياحة الأفريقية (ATB)
- رئيس - المعهد الدولي للسلام من خلال السياحة (IIPT)
- رئيس المؤتمر الدولي للسياحة والاستثمار (ITIC).
- رئيس - معهد الأمم المتحدة للتدريب والبحث (UNITAR)، CIFAL Malaga
- الرئيس المشارك - السياحة الدولية المرونة وإدارة الأزمات (ICTRCM)
- نائب رئيس مجلس الأمناء - جامعة الشرق الأوسط (MEU)
- نائب رئيس مجلس الإدارة - المنظمة الدولية للرياضة والسياحة (ISTO)

## الجوائز
- وسام الشمس المشرقة (2018).